# Ethias Trophy 2005
L'Ethias Trophy 2005 è stato un torneo di tennis facente parte della categoria ATP Challenger Series nell'ambito dell'ATP Challenger Series 2005. Il torneo si è giocato a Mons in Belgio dal 3 ottobre 2005 su campi in cemento indoor.

## Vincitori

### Singolare
Olivier Rochus ha battuto in finale  Xavier Malisse con il punteggio di 6–2, 6–0

### Doppio
Christopher Kas /  Philipp Petzschner hanno battuto in finale  Tomáš Cibulec /  Tom Vanhoudt con il punteggio di 7–6(4), 6–2